# Dack Rambo
Dack Rambo (* 13. November 1941 in Delano, Kalifornien als Norman Jay Rambo; † 21. März 1994 in Los Angeles, Kalifornien) war ein US-amerikanischer Schauspieler.

## Leben und Karriere
Rambo wurde im Alter von 21 Jahren von Loretta Young für das Fernsehen entdeckt. In deren Serie The New Loretta Young Show spielte er eines der sieben Kinder von Youngs Hauptfigur. Später absolvierte er bei Lee Strasberg eine professionelle Schauspielausbildung. Seinen Bekanntheitsgrad steigerte er mit weiteren Fernsehauftritten, insbesondere in der Hauptrolle des Jeff der Westernserie Die Spur des Jim Sonnett. Die zweite Hauptrolle der Serie übernahm Walter Brennan als sein Großvater, gemeinsam suchen sie nach Jeffs verschwundenem Vater Jim. 1973 erhielt Rambo durch Leserwahl den Bronzenen Bravo Otto der deutschen Jugendzeitschrift Bravo, nachdem Die Spur des Jim Sonnett in Deutschland ausgestrahlt worden war.
In den 1970er- und 1980er-Jahren folgten für Rambo zahlreiche Auftritte in Fernsehfilmen und -serien, unter anderem in den Serien Cannon, Rauchende Colts, Drei Engel für Charlie und den Seifenopern Another World und All My Children. Besondere Popularität erreichte er in der Rolle des Jack Ewing, des lange verschollenen Cousins von J.R. (Larry Hagman) in der Fernsehserie Dallas, den er von 1985 bis 1987 verkörperte. In Kinoproduktionen spielte Rambo nur selten, sein Debüt auf der Leinwand hatte er 1970 in der Kriegssatire Wo, bitte, geht’s zur Front?.
1991 wurde bei Rambo AIDS diagnostiziert, woraufhin er sich von der Schauspielerei zurückzog, um sich ganz dem Kampf gegen die Krankheit sowie der Öffentlichkeitsarbeit zu AIDS zu widmen. 1994 starb der Schauspieler, der sich als bisexuell bezeichnete, im Alter von nur 52 Jahren.
Sein Zwillingsbruder Dirk Rambo, der ebenfalls als Schauspieler in Film und Fernsehen wirkte, starb 1967 bei einem Verkehrsunfall.

## Filmografie (Auswahl)
- 1962–1963: The New Loretta Young Show (Fernsehserie, 18 Folgen)
- 1965–1966: Never Too Young (Fernsehserie, 17 Folgen)
- 1967–1969: Die Spur des Jim Sonnett (The Guns of Will Sonnett, Fernsehserie, 50 Folgen)
- 1970: Wo, bitte, geht’s zur Front? (Which Way to the Front?)
- 1970–1971: Rauchende Colts (Gunsmoke, Fernsehserie, 3 Folgen)
- 1971: Der goldene Fluß (River of Gold, Fernsehfilm)
- 1971: Cannon (Fernsehserie, Folge 1x11 Heimfahrt in den Tod)
- 1973: Owen Marshall – Strafverteidiger (Owen Marshall: Counselor at Law, Fernsehserie, Folge 3x04)
- 1974: Nachtmahr (Nightmare Honeymoon)
- 1974: Wenn Sally nicht wär’ (Dirty Sally, Fernsehserie, 14 Folgen)
- 1975: Dr. med. Marcus Welby (Marcus Welby, M.D., Fernsehserie, 2 Folgen)
- 1975: California Cops – Neu im Einsatz (The Rookies, Fernsehserie, Folge 3x18)
- 1977: Wonder Woman (Fernsehserie, 2 Folgen)
- 1978–1979: Sword of Justice (Fernsehserie, 10 Folgen)
- 1978–1984: Fantasy Island (Fernsehserie, 6 Folgen)
- 1979–1986: Love Boat (The Love Boat, Fernsehserie, 3 Folgen)
- 1980: Drei Engel für Charlie (Charlie's Angels; Fernsehserie, Folge 5x01 Angel in Hiding)
- 1981: Reich und berühmt (Rich and Famous)
- 1982–1983: All My Children (Fernseh-Seifenoper, feste Rolle)
- 1983–1987: Hotel (Fernsehserie, 3 Folgen)
- 1984: Karussell der Puppen (Paper Dolls, Fernsehserie, 13 Folgen)
- 1984–1990: Mord ist ihr Hobby (Murder, She Wrote, Fernsehserie, 3 Folgen)
- 1985–1987: Dallas (Fernsehserie, 49 Folgen)
- 1987: Insel der tausend Träume (Shades of Love: Lilac Dream)
- 1988: Hunter (Fernsehserie, Folge 5x05)
- 1989: Ein Engel auf Erden (Highway to Heaven, Fernsehserie, Folge 5x06 Rufmord)
- 1989: Auf der Suche nach dem Kristall des Lebens (The Spring)
- 1990: Alpha 2 (Ultra Warrior)
- 1990: River of Diamonds – Ungeschliffen kommt der Tod (River of Diamonds)
- 1991–1992: Another World (Fernseh-Seifenoper, feste Rolle)